# Athīna Manoukian
Athīna Manoukian (in greco: Αθηνά Μανουκιάν, in armeno Աթենա Մանուկյան?, At’ena Manowkyan; Atene, 22 maggio 1994) è una cantante greca con origini armene.
Avrebbe dovuto rappresentare l'Armenia all'Eurovision Song Contest 2020 con il brano Chains on You, ma l'evento è stato annullato a causa della pandemia di COVID-19.

## Biografia
Athīna Manoukian è salita alla ribalta nel 2007, con la sua vittoria al talent show televisivo This Is What's Missing trasmesso sulla rete greca Alpha Television Network. Nel 2008 ha partecipato alle selezioni greche per il Junior Eurovision Song Contest cantando To fili tīs Afroditīs e piazzandosi settima. Nel 2011 ha dato la voce al singolo Party Like a Freak, prodotto da DJ Kas. Nel 2017 una canzone scritta da lei, Palia mou agapī, è stata registrata da Elena Paparizou e inclusa nel suo album Ouranio toxo.
Il 15 febbraio 2020 la cantante ha partecipato a Depi Evratesil, la selezione eurovisiva armena, cantando Chains on You. Avendo vinto la selezione, ha guadagnato il diritto di rappresentare il paese all'Eurovision Song Contest 2020 a Rotterdam. L'evento è stato tuttavia cancellato due mesi prima a causa della pandemia di COVID-19.

## Discografia

### Singoli
- 2011 – Party like a Freak (feat. DJ Kas)
- 2012 – Na les pōs m' agapas
- 2012 – I Surrender
- 2014 – XO
- 2020 – Chains on You
- 2020 – Dolla
- 2021 – You Should Know
- 2021 – OMG
- 2022 – Kiss Me in the Rain
- 2022 – Loca
- 2022 – Bom Bom
- 2023 – Gone
- 2023 – Tet a tet
- 2024 – Belas
- 2024 – Enstikto
- 2025 – Psycho
- 2025 – Daqueenation